# Trenton (Texas)
Trenton è un comune (city) degli Stati Uniti d'America situato tra le contee di Fannin e Grayson nello Stato del Texas. La popolazione era di 635 abitanti al censimento del 2010.

## Geografia fisica
Trenton è situata a 33°25′46″N 96°20′25″W (33.429566, -96.340143).
Secondo lo United States Census Bureau, la città ha una superficie totale di 4,67 km², dei quali 4,67 km² di territorio e 0 km² di acque interne (0% del totale).

## Società

### Evoluzione demografica
Secondo il censimento del 2010, la popolazione era di 635 abitanti.

### Etnie e minoranze straniere
Secondo il censimento del 2010, la composizione etnica della città era formata dall'87,87% di bianchi, il 3,78% di afroamericani, l'1,1% di nativi americani, lo 0% di asiatici, lo 0% di oceanici, il 4,72% di altre razze, e il 2,52% di due o più etnie. Ispanici o latinos di qualunque razza erano il 17,8% della popolazione.